# Miloš Hrazdíra

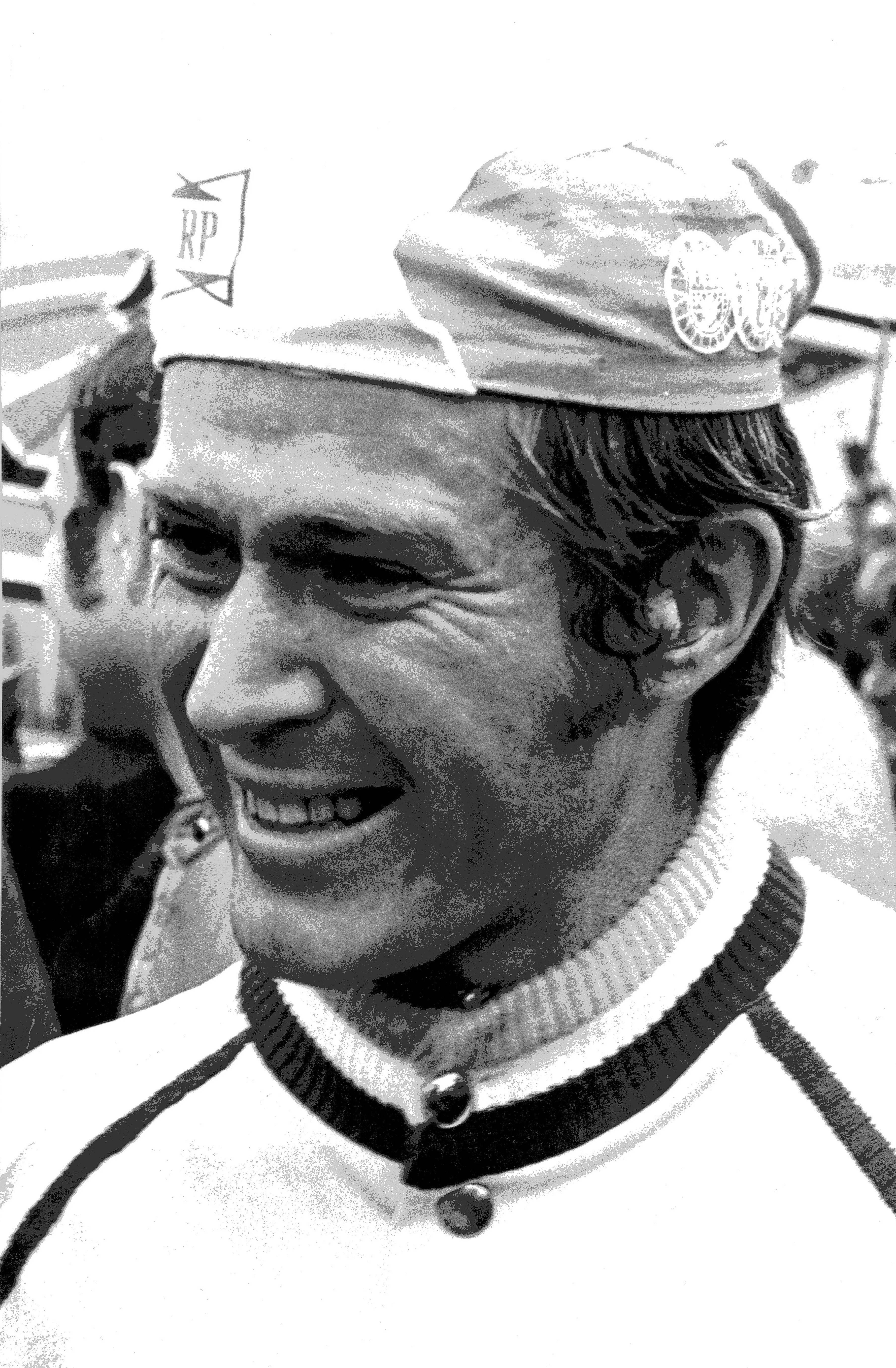
Miloš Hrazdíra (1974)

Miloš Hrazdíra (* 23. November 1945 in Žďárná, Tschechoslowakei; † 25. Januar 1990 in Brünn) war ein tschechoslowakischer Radrennfahrer.

## Leben
Hrazdíra war verheiratet (Eva * 1949), Vater von zwei Söhnen, die ebenfalls Radrennfahrer waren, und einer Tochter Eva (* 1969). Der ältere Sohn Milan (* 1973) wurde unter seiner Leitung Mitglied der Juniorenmannschaft von Dukla Brno. Auch der jüngere Michal (* 1977) war im Radsport sehr erfolgreich.

## Karriere
Mit 14 Jahren begann Hrazdíra mit dem Radsport. Seine ersten Erfolge feierte er im Cyclocross, nach einer Beinverletzung trainierte er mit seinem Trainer František Jursa bei Dukla Brno. Bei zahlreichen Etappen- und Einzelrennen erzielte er hervorragende Ergebnisse. Unter anderem gewann er dreimal die Slowakei-Rundfahrt (1967, 1968, 1973), zweimal die Tour de Bohemia (1969 und 1972). Bei der Tour de l’Avenir trat er fünfmal an und wurde dort 1967 Sechster und 1976 Zweiter. Er war Olympiateilnehmer 1972, wo er in der Disziplin Mannschaftszeitfahren Straße gemeinsam mit Jiří Mainuš, Petr Matoušek und Vlastimil Moravec den 13. Platz belegte. Außerdem nahm er fünfmal an Friedensfahrten teil (u. a. 3. 1974 und 6. 1976 in der Einzelwertung, 2. und zweimal 3. in der Mannschaftswertung). Im Jahr 1977 erlitt er im Velodrom Brno einen schweren Sturz, bei dem er sich das Schläfenbein brach und sich weitere Verletzungen zuzog. Er wurde 1982 der erster in der Geschichte der Nationalmeisterschaft ČSSR in allen drei Disziplinen – Einzelrennen, Einzelzeitfahren und Mannschaftszeitfahren (mit Jiří Boháč, Michal Klasa und Miroslav Sýkora – Team Dukla Brno II) gewann. Seine Rennkarriere war geprägt von außergewöhnlichem Trainingsfleiß (er legte in zwanzig Saisons rund 480.000 Kilometer zurück), Sturheit und häufigen Konflikten mit Funktionären, Trainern, Schiedsrichtern oder Journalisten, die ihm unter anderem eine Sperre und den Ausschluss aus der Nationalmannschaft einbrachten. Er starb im Alter von 44 Jahren durch den fünften einer Reihe von Herzinfarkten vorzeitig. Er ist in Troubsko begraben.

## Erfolge
| Jahr | Erfolg | Erfolg                | Rennen                                                   |
| ---- | ------ | --------------------- | -------------------------------------------------------- |
| 1967 | Sieger | Gesamtwertung         | Slowakei-Rundfahrt                                       |
| 1968 | Sieger | Gesamtwertung         | Slowakei-Rundfahrt                                       |
| 1970 | 3.     | Gesamt-Einzelwertung  | Tour de Bohemia 1970                                     |
| 1971 | Sieger | 5. Etappe             | Tour de l’Avenir                                         |
| 1972 | Sieger | 4. Etappe, Teil b     | Tour de Liège                                            |
| 1972 | Sieger | Gesamtwertung         | Tour de Liège                                            |
| 1972 | 13.    | 13.                   | Olympische Spiele, Mannschaftszeitfahren Tour de Bohemia |
| 1973 | Sieger | Gesamtwertung         | Slowakei-Rundfahrt                                       |
| 1974 | 3.     | Gesamtwertung         | Friedensfahrt                                            |
| 1976 | 2.     | 2. Etappe             | Tour de l’Avenir                                         |
| 1976 | 2.     | Gesamtwertung         | Tour de l’Avenir                                         |
| 1976 | 6.     | Gesamtwertung         | Friedensfahrt                                            |
| 1978 | Sieger | 9. Etappe, Teil b     | Tour de l’Avenir                                         |
| 1981 | 2.     | Gesamtwertung         | Circuit des Ardennes (Frankreich)                        |
| 1982 | Sieger | Einzelzeitfahren      | Nationalmeisterschaft ČSSR                               |
| 1982 | Sieger | Mannschaftszeitfahren | Nationalmeisterschaft ČSSR                               |
| 1982 | Sieger | Straßenradrennen      | Nationalmeisterschaft ČSSR                               |